# سبرتاية (فلم)
فيلم مصري قصير تم عرضه في 1 سبتمبر 2013 ومدة الفيلم ٣٠ دقيقة وهو من بطولة وتاليف وإخراج أحمد حداد 

## قصة الفيلم
سبرتاية" فيلم رومانسى هادئ يحكى تجربة امرأة في الأربعين وهى امرأة أرملة، ويرصد الفيلم كواليس حياة هذه المرأة من تفاصيل بيتها في حى المنيل.

## طاقم العمل
| اسم الممثل     | جنسيته | الدور      |
| -------------- | ------ | ---------- |
| بسمة ياسر      | مصر    | ندى        |
| مروة ثروت      | مصر    | سلمى       |
| آيه حميدة      | مصر    | راجيا      |
| أحمد حداد      | مصر    | يوسف       |
| أحمد الأشرفي   | مصر    | عبد السلام |
| سلمى النشوقاتي | مصر    |            |
| سلوى محمد علي  | مصر    | نرجس       |

-

| طاقم العمل  | الدور                     |
| ----------- | ------------------------- |
| أحمد حداد   | (شاعر أغنية قشر البرتقان) |
| أحمد الموجي | مؤلف الموسيقى             |
| أحمد زيدان  | مدير التصوير              |
| احمد طاحون  | مدير التصوير              |
| إسلام عامر  | مونتاج                    |
| أحمد حداد   | تأليف وإخراج              |
| محمد خالد   | منتج منفذ                 |
| عمرو هريدي  | صوت                       |
| جرجس صبحي   | مكساج                     |
| رفيق عدلي   | مكساج                     |

1. ↑  "سبرتاية Mp3 - سمعها". موقع سمعها. مؤرشف من الأصل في 2022-03-18. اطلع عليه بتاريخ 2022-03-18.
2. ↑  "الفيلم القصير "السبرتاية".. ألعاب تخطيء الهدف!". eye on cinema. 6 أبريل 2014. مؤرشف من الأصل في 2022-03-18. اطلع عليه بتاريخ 2022-03-18.
3. ↑  "بالفيديو..عرض فيلم "سبرتاية" لأحمد حداد لأول مرة بمؤسسة دوم الثقافية". اليوم السابع. 24 أكتوبر 2013. مؤرشف من الأصل في 2022-03-18. اطلع عليه بتاريخ 2022-03-18.

| أيقونة بذرة | هذه بذرة مقالة عن موضوع يتعلق باللغة العربية بحاجة للتوسيع. فضلًا شارك في تحريرها. |